# Myoxinus asper
Myoxinus asper là một loài bọ cánh cứng trong họ Cerambycidae.